# 埃列娜·拉斯科尼
埃列娜-瓦列丽卡·拉斯科尼（羅馬尼亞語：Elena-Valerica Lasconi，發音：[eˈlena lasˈkoni]；1972年4月20日—），生于罗马尼亚社会主义共和国胡内多阿拉县哈采格，是一名罗马尼亚政治人物，拯救罗马尼亚联盟盟员，曾任拯救罗马尼亚联盟主席、現任肯普隆格市长。
2024年，拉斯科尼作为拯救罗马尼亚联盟候选人參選總統，在第一轮选举中得票位居第二，将与独立候选人克林·杰奥尔杰斯库进行第二轮角逐。但由於該次選舉作廢，拉斯科尼於2025年再次參選，此次得票率約2%，他因此辭去拯救罗马尼亚联盟主席。